# Kulturlandschaftspfad Creglingen

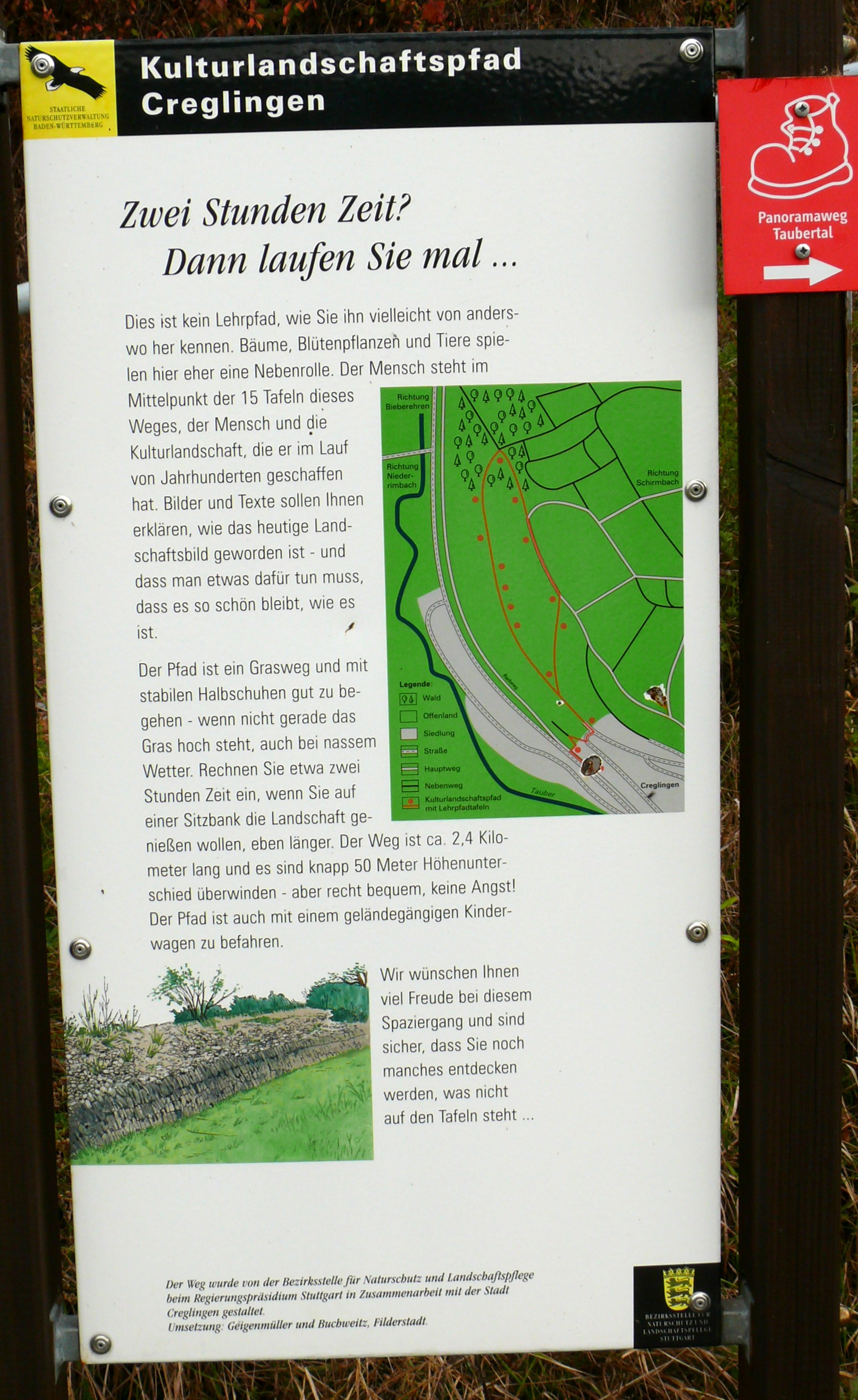
Infotafel am Beginn des Kulturlandschaftspfades Creglingen

Der Kulturlandschaftspfad Creglingen führt auf 2,4 km über steile, ehedem vom Menschen kultivierte Hänge, an denen früher vor allem Wein angebaut, Ackerbau betrieben und Tiere geweidet wurden. Er beginnt oberhalb der Creglinger Touristeninformation an der Straße nach Bad Mergentheim und führt auf etwa zwei Stunden 50 Meter hoch über die Landschaft.

## Geschichte/Beschreibung
Der Weg wurde im April 2004 eingeweiht. Er erklärt auf mehr als zehn Infotafeln, wie früher jeder Quadratmeter Land für die Erzeugung von Nahrungsmitteln genutzt wurde. Dabei waren aufschichtete Steinmauern und Steinriegel wichtig.

### Natur und Kultur in bester Eintracht
Die Hanglandschaft um Creglingen erscheint natürlichen Ursprungs, doch der Hang am Weinberg ist vom Menschen geschaffene Kulturlandschaft. Generationen von Creglinger Bauern, vor allem die Weingärtner – „Wengerter“ oder „Häcker“ genannt – haben ihre Spuren hinterlassen.

„Rund acht Jahrhunderte war der Weg Weinberg oder "Hackland" (Kartoffeln, Rüben usw.) dann Obstwiese oder Wiese. … Viele Grundstücke sind zum "Pflegefall" geworden. … Ein schönes Landschaftsbild wird entweder durch eine (landwirtschaftliche) Bewirtschaftung erhalten oder muss "gepflegt" werden. … Es muss hier erhalten werden, wo es noch schön ist.“

### Erinnerungen an alte Zeiten
In früheren Zeiten ging die ganze Familie in den Weinberg. Wenn der Schnee geschmolzen war, mussten Mauern repariert werden. Abgeschwemmte Erde trug man in Körben auf dem Rücken wieder nach oben. Im Frühjahr mussten Pfähle in den Boden getrieben, Reben geschnitten und angebunden werden. Im Sommer jätete man das Unkraut, lockerte den Boden auf und versprühte Schwefel- und Kupfervitriolbrühe gegen Schädlinge. Hagel oder Frost konnten das Werk der Menschen plötzlich zerstören. Im Oktober wurden die Trauben gelesen – dann war Leben im Weinberg, in dem damals Kühe die Fuhrwerke zogen. Danach band man die Reben von den Stöcken los, legte sie auf die Erde und deckte sie mit Mist und Steinen gegen den Frost ab. In den Jahren um 1930 begann der Niedergang des Weinbaus. Schädlinge, wie die Reblaus, waren ein Grund, außerdem konnte man Wein anderswo einfacher erzeugen. Die Wengerter mussten sich nun ihr Auskommen in der Landwirtschaft oder der Industrie suchen. Manche wanderten sogar aus.

### Kunstvolle Bauwerke aus Steinen

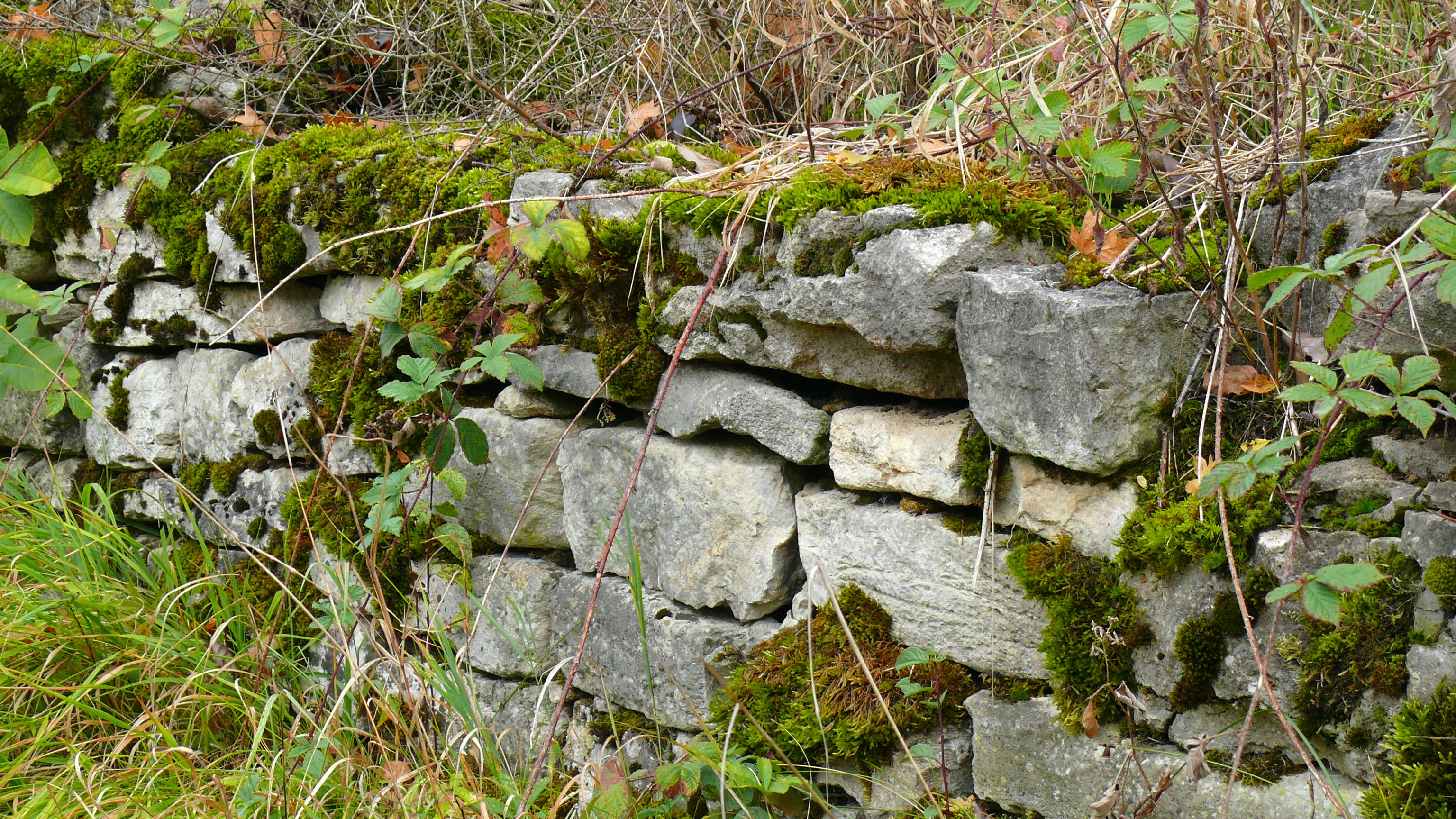
Trockensteinmauer am Kulturlandschaftsweg Creglingen

Die Trockensteinmauern am Rande des Weges sind aus Muschelkalk, der 230 Millionen Jahre alt ist. Die Steine wurden in der Landschaft gebrochen und behauen, dann wurden sie an die Hänge gefahren und zu kleinen Kunstwerken aufgesetzt, die ohne Mörtel fest standen. Manche der Mauern an diesem Pfad sind mehrere hundert Jahre alt. Das „Hintergemäuer“ aus kleinen Steinen hinter der sichtbaren Mauer leitet das Wasser ab, so dass der Frost im Winter die Mauer nicht sprengt.

### Steinriegel

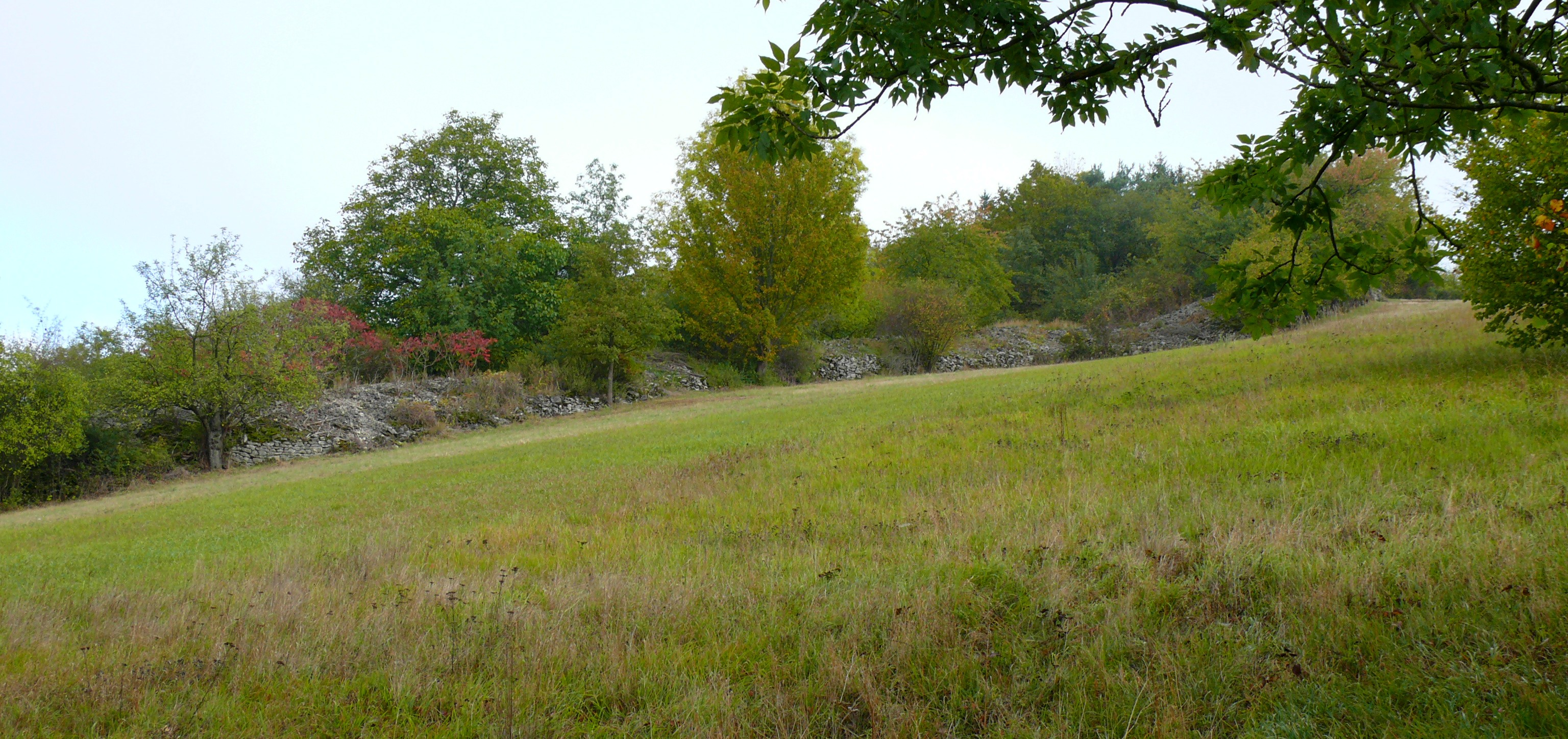
Steinriegel am Kulturlandschaftspfad Creglingen

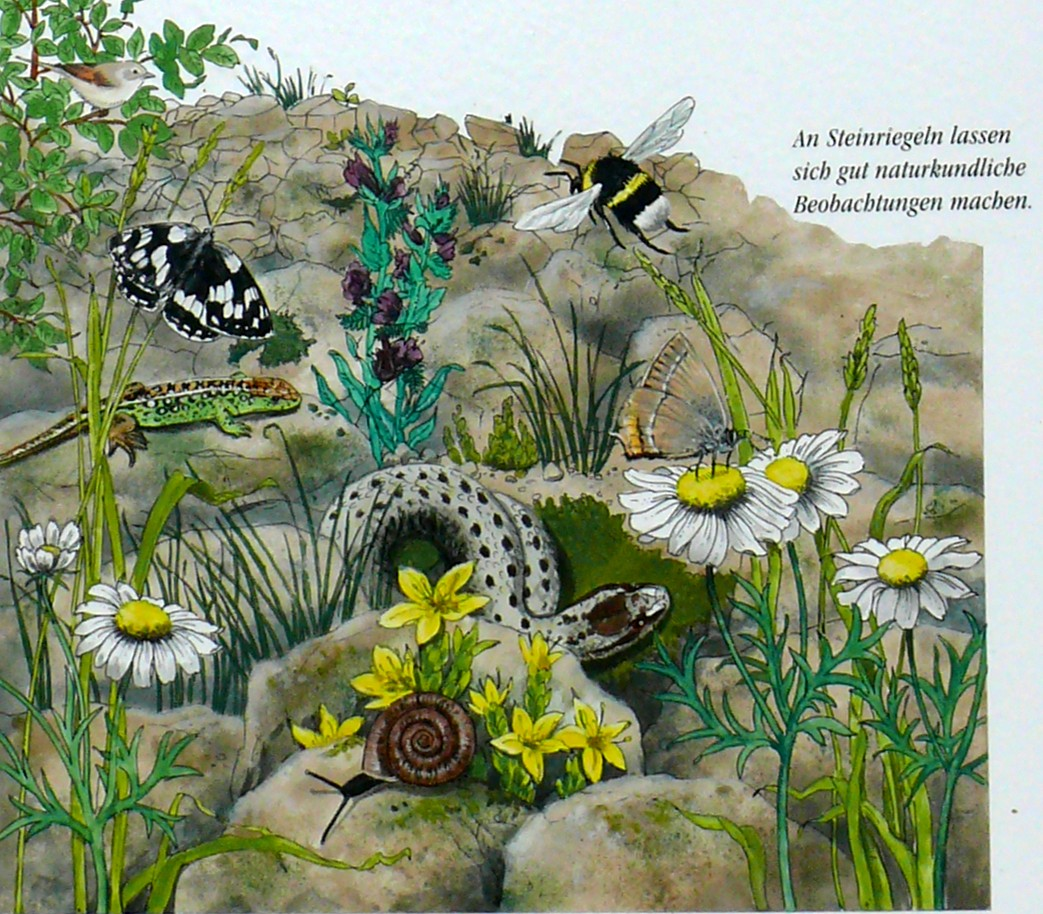
Ein Steinriegel ist kein toter Haufen Steine, sondern ein Lebensraum für eine Vielzahl von Tieren und Pflanzen

Wie ein Haufen toter Steine – so sieht ein Steinriegel auf den ersten Blick aus. Aber er ist ein Lebensraum für Tiere und Pflanzen: Spinnen, Asseln, Eidechsen, Feuersalamander, Schlingnattern und Blindschleichen sowie Flechten, Moose, Gräser und Dickblattgewächse (Mauerpfeffer). An den Steinriegelrändern wachsen auch Brombeeren, Berberitzen und Schwalbenwurze sowie einheimische Singvögel. Z.B. der Neuntöter tummeln sich hier.

### Kulturlandschaftspflege
Die Grundstücke entlang des Kulturlandschaftspfades werden einmal im Jahr gemäht. Dabei entfernt man auch Gebüsch und wild aufgegangene Baumreiser, damit nicht der Hang und das ganze Taubertal allmählich verbuschen und später zu einem Wald werden. Nach Möglichkeit werden beim Mähen kleine Inseln ausgespart. So können Insekten in den Stängeln der Pflanzen überwintern und Rebhühner und Hasen haben Deckung. Aber die Landschaft soll offen bleiben. Deshalb geben die Stadt, der Kreis und das Land Geld für die Landschaftspflege aus.

### Steinriegel
In einem Steinriegel, der 250 Meter lang, 15 Meter breit und an der höchsten Stelle drei Meter hoch ist, liegen grob geschätzt 60 Millionen Steine. Das Innere hat einen Erdkern. Zwischen den Riegeln, wo die Steinbedeckung fehlt, hat der Boden sich gesenkt – durch das Heraussammeln der Steine selbst und durch natürliche Bodenerosion.

### Landschaft im Taubertal

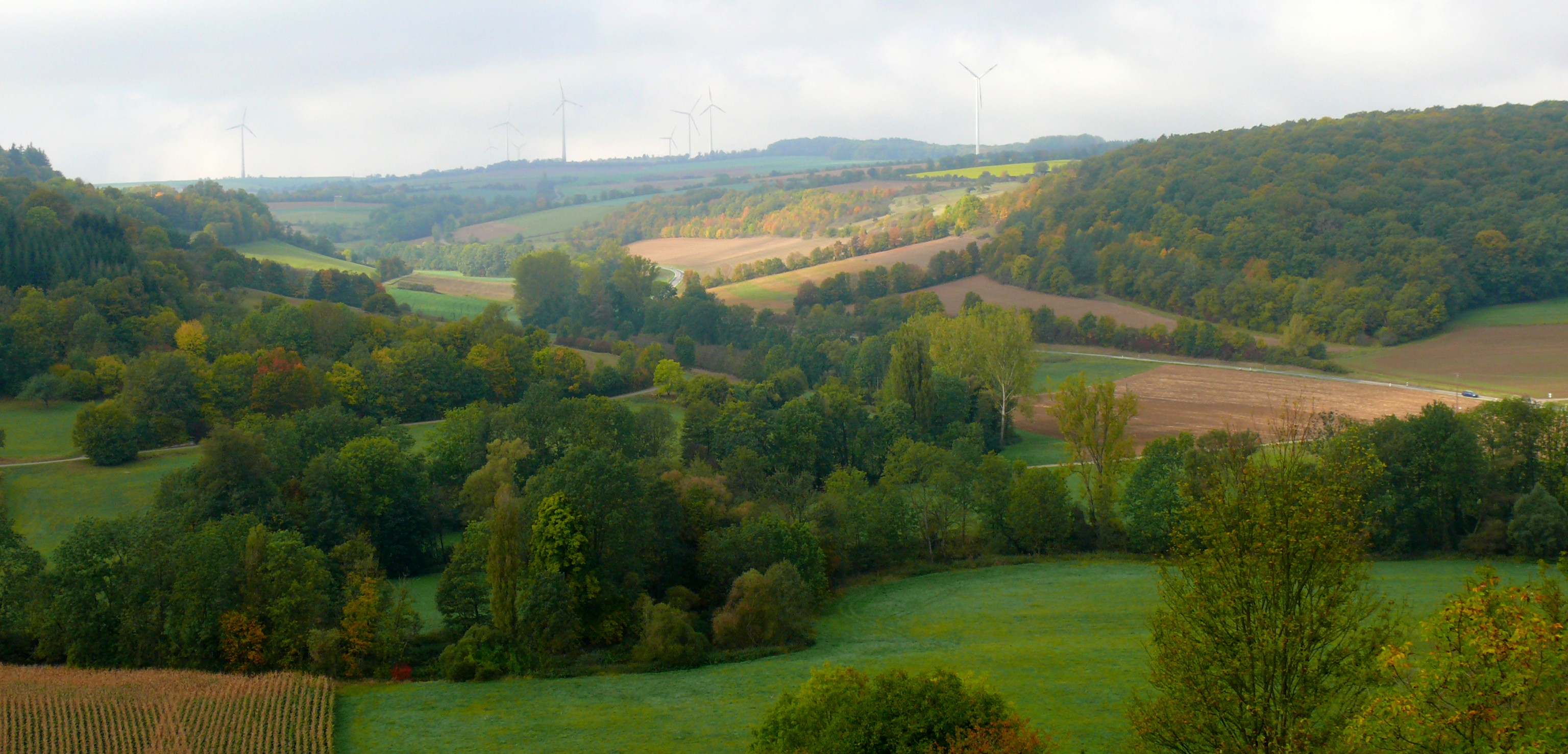
Taubertal vom Kulturlandschaftspfad Creglingen aus gesehen

Von der Höhe des Landschaftspfades aus sieht man eine Landschaft wie aus dem Bilderbuch. „Die ideale Landschaft für Tiere, Pflanzen und Wanderer“, liest man auf der Infotafel. Hecken ziehen über die Hänge, sie halten den Wind ab, verhindern eine zu starke Abschwemmung des Bodens ins Tal, und geben der Landschaft ihr Gepräge. Vögel, Rehe, Hasen und andere Tiere fühlen sich hier wohl, weil sie in der vernetzten Landschaft schnell von einer Deckung zur anderen kommen können. Ein Ufersaum folgt Bach und Fluss im Tal, gewunden, wie die Natur diese erschuf. Über die ausladenden Schlingen fließt das Wasser langsamer ab.

### Kulturlandschaft wandelt sich
„Wiesengrundstücke, die mit Traktor, Balkenmäher und Freischneider freigehalten werden, der letzte Weinberg hier am Hang, zwei Obstwiesengrundstücke und nun der Wald – hier kann man auf engstem Raum alle Nutzungsformen sehen, die diese Landschaft prägen.“

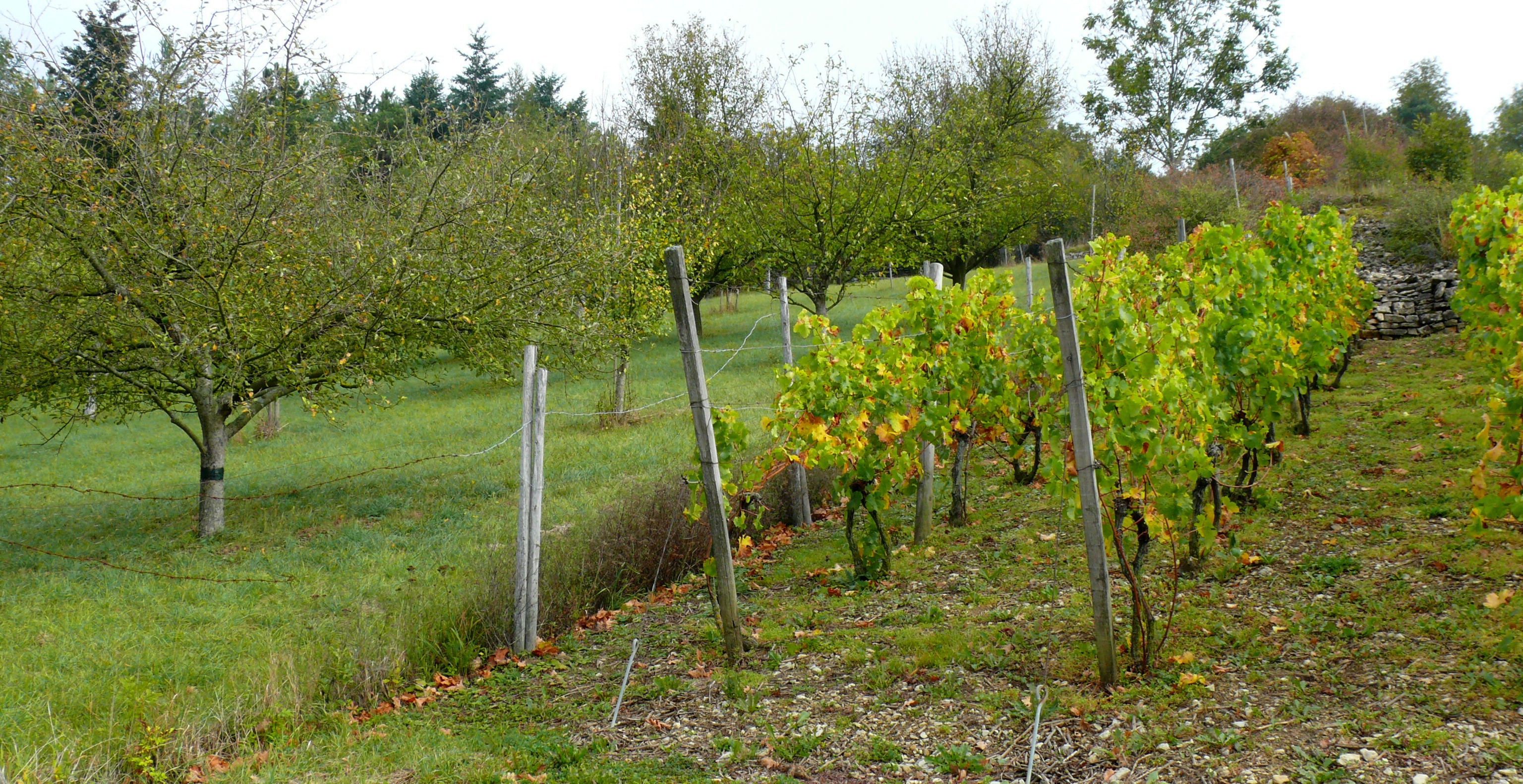
Steinmauer, Weinberg, Obstwiese und Wald – alles auf engem Raum am Kulturlandschaftspfad

Wein wächst im Weinberg des Kulturlandschaftspfades, hinter ihm steht eine Trockensteinmauer. Gleich daneben wird eine Obstwiese gepflegt. Ein paar Meter weiter ist ein Wald aufgeforstet worden, und natürliches Gehölz hat sich angesiedelt.

### Schafe auf der Weide
Oberhalb des Wanderweges gelangt man auf die freie Flur der Bergkuppe. Bis zum Jahre 1940 weideten am oberen Hang des Taubertales noch Schafe und Ziegen. Nachdem die Tiere nun nicht mehr das frische Grün abknabbern, breitet sich hier Ödland aus. Aber den Sommer über blüht es auf der ganzen Fläche. An einigen Stellen kann man fast zugeschüttete Gruben erkennen – es waren Steinbrüche, aus denen die Steine für die Trockensteinmauern stammen.

### Obere Hangkante
Der Muschelkalkfels schaut durch die dünne Pflanzendecke des Heidestreifens über Weinbergen und Schafweiden hervor. Damit Schafe und Ziegen nicht in den Weinbergen oder Feldern von den Früchten fraßen, mussten sie gehütet werden. Schlehe, Hartriegel, Haselsträucher wachsen heute auf diesem Hangabschnitt. Würde die Landschaft hier nicht gepflegt, dann stünde hier in 50 Jahren zusammenhängender Wald. Und dann wüchsen hier keine Heidepflanzen, vor allem keine Karthäusernelken mehr. Zuweilen lagern Landwirte auf diesem mageren Boden Holz und Steine; das schadet der Landschaft nicht. Wenn aber Sägemehl, Dung und andere Abfälle abgeladen werden, beginnen bald Brennnesseln und Brombeeren in der Sonne zu wuchern.

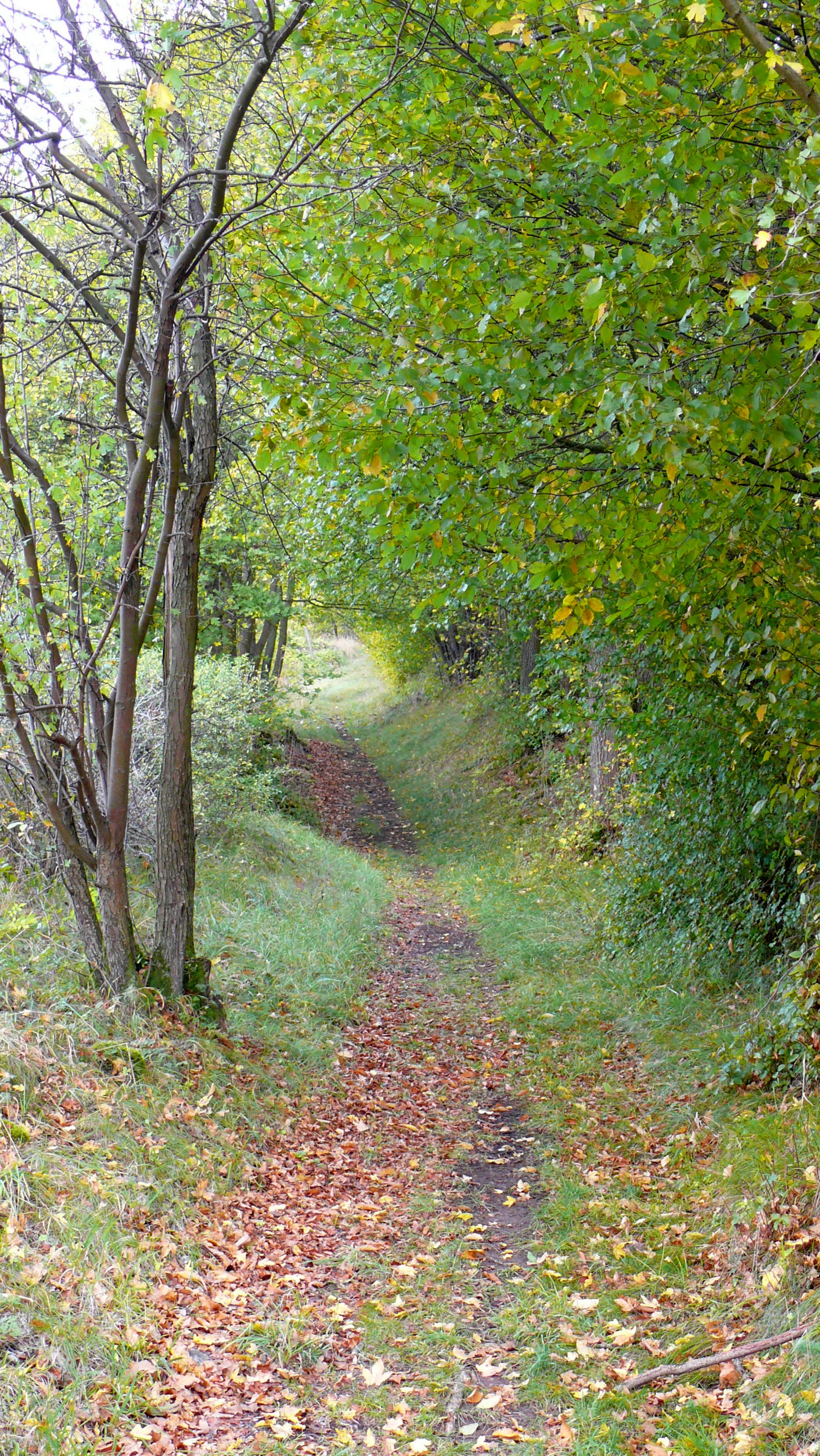
Auf steilen Wegen konnte ein Fuhrwerk nicht einfach bergab fahren. Die Räder mussten blockiert werden.

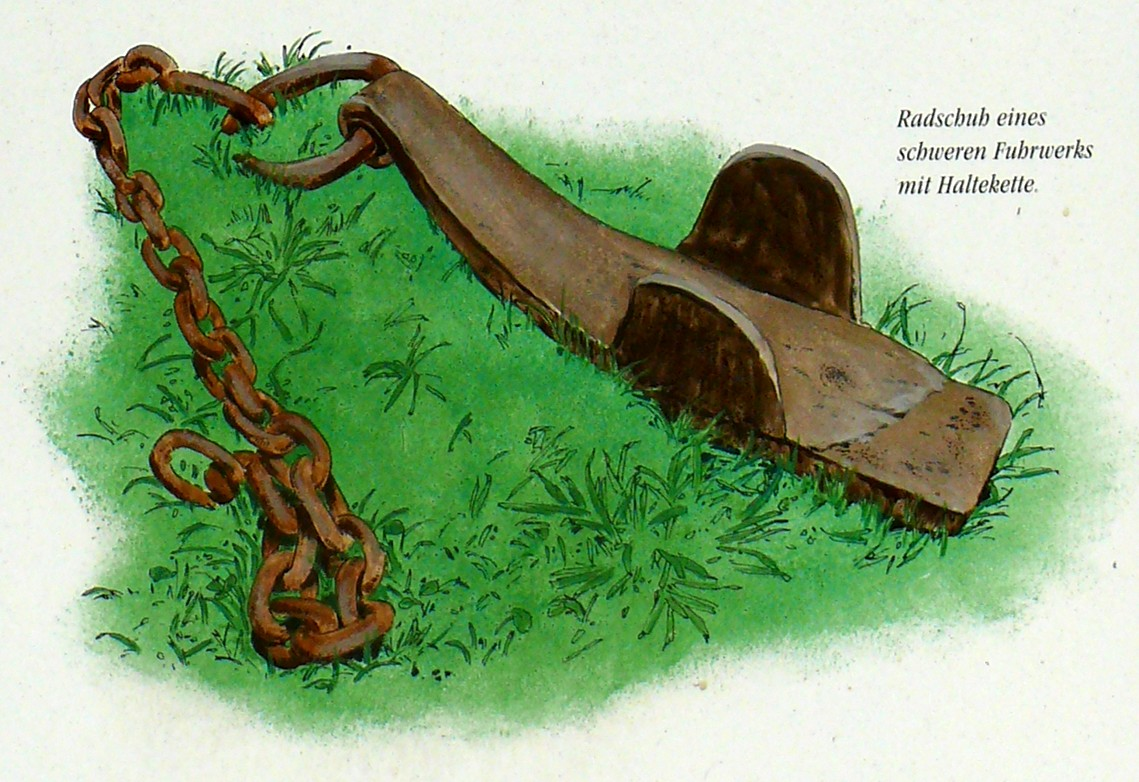
Zum Bergabfahren klemmte man Radschuhe unter die Räder der Fuhrwerke – dann wurden die Wagen mit gesperrten Wagenrädern wie auf Kufen kontrolliert zu Tale geschleift. Mit rollenden Rädern wären die Fuhrwerke außer Kontrolle geraten.

### Wildrosen
Auf der Heidefläche oberhalb des Taubertales gedeihen auf dem Heidestreifen des kargen, trockenen Kalksteinbodens wilde Rosen – besonders Weinrosen, Bibernellrosen und Hundsrosen.

### Mühsal mit Fuhrwerken auf steilen Wegen
Der Rückweg von der Hangkante oberhalb des Weinberges an den Ausgangspunkt des Kulturlandschaftspfades führt über einen früher viel befahrenen Weg zwischen den Feldern an der Hangkante und der Tauberbrücke. Der Weg nach oben war beschwerlich für die Fuhrwerke, doch abwärts war er keineswegs leichter. Der Wagen musste am unkontrollierten Abwärtsrollen gehindert werden, damit er nicht auf die Zugtiere stieß. Bremsen gab es nicht, und deshalb musste man mit einem Holz die Räder sperren oder einen Radschuh unterlegen. Dann konnten sich die Räder nicht drehen – und die Tiere mussten den wie auf Skier gesetzten Wagen auch abwärts ziehen. Wenn man heute motorisiert den Weg nach oben oder nach unten fährt, ahnt man kaum, wie mühselig das früher war.

## Weitere Kulturlandschaftspfade
- Kulturlandschaftspfad Gnadental (Michelfeld) (PDF; 7,1 MB)
- Kulturlandschaftspfad Schwalm in Willingshausen
- Kulturlandschaftspfad Königswalde
- Projekt „Kulturlandschaftspfad“ am Gymnasium am Geroweiher Mönchengladbach (PDF; 4,1 MB)
- Kulturlandschaftspfad Hardtseen und Heilsberg